# Ozero Olsia
Ozero Olsia (ryska: Озеро Олься) är en sjö i Belarus.   Den ligger i voblasten Vitsebsks voblast, i den norra delen av landet, 150 km norr om huvudstaden Minsk. Ozero Olsia ligger 135 meter över havet. Arean är 0,20 kvadratkilometer. Den sträcker sig 0,6 kilometer i nord-sydlig riktning, och 0,7 kilometer i öst-västlig riktning.
Omgivningarna runt Ozero Olsia är en mosaik av jordbruksmark och naturlig växtlighet. Runt Ozero Olsia är det ganska glesbefolkat, med 22 invånare per kvadratkilometer.